# Melgar (Tolima)
Melgar is een gemeente in het Colombiaanse departement Tolima. De gemeente telt 32.636 inwoners (2005). De stad is een belangrijke toeristische uitvalsbasis voor bogotanos die de kou van de hoofdstad ontvluchten. Er bevinden zich enkele waterparken in Melgar.
Alpujarra · Alvarado · Ambalema · Anzoátegui · Armero · Ataco · Cajamarca · Carmen de Apicalá · Casabianca · Chaparral · Coello · Coyaima · Cunday · Dolores · Espinal · Falan · Flandes · Fresno · Guamo · Herveo · Honda · Ibagué · Icononzo · Lérida · Líbano · Mariquita · Melgar · Murrilo · Natagaima · Ortega · Palocabildo · Piedras · Planadas · Prado · Purificación · Rioblanco · Roncesvalles · Rovira · Saldaña · San Antonio · San Luis · Santa Isabel · Suárez · Valle de San Juan · Venadillo · Villahermosa · Villarrica